# Pamhagen
Pamhagen is een gemeente in de Oostenrijkse deelstaat Burgenland, gelegen in het district Neusiedl am See (ND). De gemeente heeft ongeveer 1800 inwoners.

## Geografie
Pamhagen heeft een oppervlakte van 33,1 km². Het ligt in het uiterste oosten van het land.
Pamhagen is een grensdorp en ligt aan het Einserkanaal of Hansági föcsatorna. Dit kanaal staat in verbinding met het Neusiedler Meer, op het Hongaars gedeelte aan het meer, en het Rábcákanaal. Dit kanaal loopt door de Waasen, het zuidoostelijke gedeelte van de Seewinkel en door het Hongaarse Hanság.
Andau · Apetlon · Bruckneudorf · Deutsch Jahrndorf · Edelstal · Frauenkirchen · Gattendorf · Gols · Halbturn · Illmitz · Jois · Kittsee · Mönchhof · Neudorf bei Parndorf · Neusiedl am See · Nickelsdorf · Pama · Pamhagen · Parndorf · Podersdorf am See · Potzneusiedl · Sankt Andrä am Zicksee · Tadten · Wallern im Burgenland · Weiden am See · Winden am See · Zurndorf
- Gemeinsame Normdatei: 4473588-1
- Library of Congress Control Number: n92058971
- Nationale Bibliotheek van Israël: 987007530976005171
- Virtual International Authority File: 151414450
- WorldCat: E39PBJfh4jYFY4Pjhx74CvWqwC